# River (Krystian Ochman)
River è un singolo del cantante polacco-statunitense Krystian Ochman, pubblicato il 3 febbraio 2022 come primo estratto dalla deluxe del primo album in studio Ochman.

## Descrizione
Il 14 gennaio 2022 è stato confermato che con River Krystian Ochman avrebbe preso parte a Tu bije serce Europy! Wybieramy hit na Eurowizję 2022, il programma di selezione del rappresentante della Polonia all'Eurovision Song Contest. Il brano è stato pubblicato in digitale il successivo 3 febbraio. In occasione dell'evento, che si è svolto il 19 febbraio, il cantante è risultato il vincitore, diventando di diritto il rappresentante polacco a Torino.
Nel maggio successivo, dopo essersi qualificato dalla seconda semifinale, Krystian Ochman si è esibito nella finale eurovisiva, dove si è piazzato al 12º posto su 25 partecipanti con 151 punti totalizzati.

## Tracce
Testi e musiche di Krystian Ochman, Adam Wiśniewski e Mikołaj Trybulec.
1. River – 3:00

## Classifiche
| Classifica (2022) | Posizione massima |
| ----------------- | ----------------- |
| Islanda           | 24                |
| Lituania          | 34                |
| Polonia           | 12                |
| Svezia            | 88                |